# Mary Shelley
Mary Wollstonecraft Shelley (30 d'agost de 1797-1 de febrer de 1851), nascuda Mary Godwin, fou una escriptora anglesa sobretot coneguda per haver escrit Frankenstein, o el modern Prometeu (1818), una de les obres més representatives del romanticisme, que es considera un primerenc exemple de ciència-ficció. També va editar i promoure les obres del seu marit, el poeta romàntic i filòsof Percy Bysshe Shelley. El seu pare era el filòsof polític William Godwin i la seva mare era la filòsofa i activista protofeminista Mary Wollstonecraft.
El 1814 Mary Godwin va iniciar una relació sentimental amb un dels seguidors polítics del seu pare, Percy Bysshe Shelley, que estava casat. Els dos, juntament amb la germanastra de Mary, Claire Clairmont, van viure a França i van viatjar per Europa; al seu retorn a Anglaterra, Mary estava embarassada. Durant els següents dos anys ella i Percy es van enfrontar a l'ostracisme social, als deutes constants i a la desgràcia de la mort de la seva filla, nascuda prematurament. Es van casar a la fi de 1816, després del suïcidi de la primera esposa de Percy Shelley, Harriet.
En 1816 la parella va passar un estiu amb George Gordon Byron, John William Polidori i Claire Clairmont a prop de Ginebra, Suïssa, on Mary va concebre la idea per la seva novel·la Frankenstein. Els Shelley van abandonar Gran Bretanya el 1818 i es van mudar a Itàlia, on el seu segon i el seu tercer fill van morir abans que Shelley donés a llum al seu últim fill, l'únic que va sobreviure, Percy Florence. En 1822, el seu marit Percy Bysshe Shelley es va ofegar en enfonsar-se el seu veler, durant una tempesta a la badia de la Spezia. Un any després, Mary Shelley va tornar a Anglaterra i des de llavors es va dedicar a l'educació del seu fill i a la seva carrera com a escriptora professional. l'última dècada de la seva vida va estar afectada de malalties, probablement vinculades al tumor cerebral que acabaria amb ella als 53 anys.
Fins a la dècada de 1970 Mary Shelley era principalment reconeguda pels seus esforços per publicar les obres de Percy Shelley i per la seva novel·la Frankenstein. Aquesta continua àmpliament a ser llegida i ha inspirat diverses adaptacions en cinema i teatre. Recentment els historiadors han començat a estudiar més detalladament els èxits de Mary Shelley. Els erudits han mostrat un interès creixent en la seva producció literària, particularment en les novel·les, com les novel·les històriques Valperga (1823) i The Fortunes of Perkin Warbeck (1830), la novel·la apocalíptica The Last Man (1826) i les dues últimes novel·les, Lodore (1835) i Falkner (1837). Els estudis d'obres menys coneguts, com el llibre de viatges Rambles in Germany and Italy (1844) i els seus articles biogràfics inclòs en l'obra de Dionysius Lardner Cabinet Cyclopaedia (1829 - 1846) donen suport al punt de vista que Mary Shelley va ser una política radical tot al llarg de la seva vida. Les obres de Mary Shelley sovint argumenten que la cooperació i la compassió, particularment les practicades per les dones en les seves famílies, són les formes de reformar la societat civil. Aquesta visió va constituir un desafiament directe al romanticisme individual promogut per Percy Shelley i a les teories polítiques educatives articulades pel seu pare, William Godwin.

## Joventut

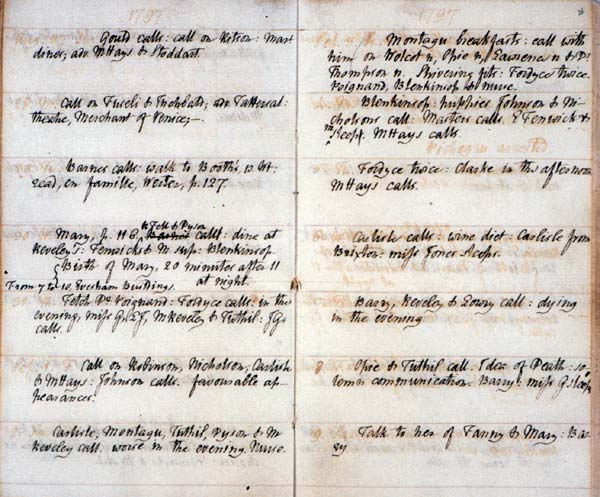
Pàgina del diari de William Godwin recordant el naixement de Mary, 20 minuts després de les 11 de la nit (Birth of Mary, 20 minutes after 11 at night) a la columna de l'esquerra, quart paràgraf.

Mary Shelley va néixer a Londres, Anglaterra. Era la segona filla d'una famosa protofeminista, filòsofa i escriptora, Mary Wollstonecraft, i d'un filòsof llibertari, William Godwin. La seva mare va morir de febre puerperal deu dies després del seu naixement. Godwin va haver de fer-se càrrec de Mary, juntament amb germanastra gran d'ella, Fanny Imlay, filla de Wollstonecraft amb l'especulador nord-americà Gilbert Imlay. Un any després de la mort de Wollstonecraft, Godwin va publicar les seves Memoirs of the Author of A Vindication of the Rights of Woman (1798), que pretenia ser un homenatge sincer i compassiu. No obstant això, com que les memòries van revelar els assumptes de Wollstonecraft i el seu fill il·legítim, van ser vistos com a impactants. Mary Godwin va llegir aquestes memòries i els llibres de la seva mare i va ser educada per estimar la memòria de la seva mare.
Sentint que no podia criar els fills tot sol, Goodwin va decidir buscar una segona esposa. El desembre de 1801 es va casar amb Mary Jane Clairmont, una dona ben educada amb dos fills propis: Charles i Claire. Mary Godwin va detestar la seva madrastra. El biògraf del segle xix de William Godwin Charles Kegan Paul va suggerir més tard que la senyora Godwin havia afavorit els seus propis fills per sobre dels de Mary Wollstonecraft.
Junts, els Godwins van fundar una empresa editorial anomenada M. J. Godwin, que venia llibres per a nens, a més de papereria, mapes i jocs. No obstant això, el negoci no va obtenir beneficis i Godwin es va veure obligat a demanar prestades quantitats substancials per mantenir-lo. Va continuar demanant préstecs per pagar préstecs anteriors, cosa que agreujava els seus problemes. El 1809, el negoci de Godwin estava a punt de fracassar i estava «a punt de desesperar-se». Godwin va ser salvat de la presó per deutes per devots filosòfics com Francis Place, que li van prestar més diners.
Tot i que Mary Godwin va rebre poca educació formal, el seu pare la va tutoritzar en una àmplia gamma de temes. Sovint portava els nens en sortides educatives i tenien accés a la seva biblioteca i als nombrosos intel·lectuals que el visitaven, inclòs el poeta romàntic Samuel Taylor Coleridge i l'exvicepresident dels Estats Units Aaron Burr. Godwin va admetre que no educava els nens d'acord amb la filosofia de Mary Wollstonecraft tal com es descriu en treballs com Vindicació dels drets de la dona (1792), però Mary Godwin va rebre una educació avançada i inusual per a una noia de l'època. El seu pare va ser el que es va ocupar de donar-li la seva educació. Durant sis mesos el 1811, també va assistir a un internat a Ramsgate. El seu pare la va descriure als 15 anys com «singularment atrevida, una mica imperiosa i amb una ment activa. El seu desig de coneixement és gran i la seva perseverança en tot allò que emprèn és gairebé inventat.

### Inici de relació i viatge a França
Mary Godwin podria haver conegut el poeta-filòsof radical Percy Bysshe Shelley en l'interval entre les seves dues estades a Escòcia. Quan va tornar a casa per segona vegada el 30 de març de 1814, Percy Shelley s'havia allunyat de la seva dona i visitava regularment Godwin, a qui havia acordat rescatar del seu deute. El radicalisme de Percy Shelley, en particular les seves opinions econòmiques, que havia absorbit de la Political Justice de William Godwin (1793), l'havia alienat de la seva rica família aristocràtica: volien que seguís els models tradicionals de l'aristocràcia terratinent mentre que ell volia donar grans quantitats de diners de la família a projectes destinats a ajudar els més desfavorits. Percy Shelley, per tant, va tenir dificultats per accedir als diners fins que va heretar la seva propietat, perquè la seva família no volia que el malgastés en projectes de «justícia política». Després de diversos mesos de promeses, Shelley va anunciar que no podia pagar o no voldria pagar tots els deutes de Godwin. Godwin estava enfadat i es va sentir traït.
Mary i Percy van començar a reunir-se secretament a la tomba de Mary Wollstonecraft a l'antiga església de St Pancras, i es van enamorar: ella tenia 16 anys i ell en tenia 21. El 26 de juny de 1814, Shelley i Godwin es van declarar el seu amor mutu, ja que Shelley va anunciar que no podia ocultar la seva «ardent passió», conduint-la en un «moment sublim i encantador» per dir que sentia de la mateixa manera; ja fos aquell dia o l'endemà, Godwin va perdre la seva virginitat amb Shelley, cosa que la tradició afirma que va passar al cementiri. Per a consternació de Mary, el seu pare va desaprovar-ho i va intentar frustrar la relació i salvar la «fama impecable» de la seva filla. Aproximadament al mateix temps, el pare de Mary es va assabentar de la incapacitat de Shelley per pagar els deutes del pare. Mary, que més tard va escriure sobre «el meu excessiu i romàntic vincle amb el meu pare», estava confosa. Va veure Percy Shelley com una encarnació de les idees liberals i reformistes dels seus pares de la dècada de 1790, particularment la visió de Godwin que el matrimoni era un monopoli repressiu, que havia argumentat en la seva edició de 1793 de Political Justice, però que més tard es va retirar. El 28 de juliol de 1814, la parella va fugir i va marxar en secret cap a França, emportant-se la germanastra de Mary, Claire Clairmont, amb ells. visqueren a França i viatjaren per Europa.
Després convèncer Mary Jane Godwin, que els havia perseguit fins Calais, que no volien tornar, els tres van viatjar a París, i després a través de França cap Suïssa. Mary Shelley va dir el 1826 que «estava actuant en una novel·la, encarnant un romanç». Mentre viatjaven, Mary i Percy van llegir obres de Mary Wollstonecraft i altres autors, van mantenir un diari i van continuar els seus propis treballs com a escriptors. A Lucerna, la manca de diners els va obligar a tornar. Van viatjar pel Rin i per terra, fins al port neerlandès de Maassluis, arribant a Gravesend, Kent, el 13 de setembre de 1814.

### Retorn a Londres
La situació que esperava a Mary Godwin en el seu retorn a Londres estava sembrada de complicacions, algunes de les quals no havia previst. Probablement abans o durant el viatge, va quedar embarassada. Ella i Percy no tenien diners i, per a sorpresa de Mary, el seu pare es va negar a ajudar-la. La parella es va establir amb Claire a la casa de Somers Town, i més tard es va mudar a Nelson Square. Van mantenir el seu programa intens de lectura i escriptura i van rebre els amics de Percy Shelley, com ara Thomas Jefferson Hogg i l'escriptor Thomas Love Peacock. Percy Shelley de vegades abandonava casa per períodes curts per eludir els creditors. Les cartes angoixades de la parella revelen el seu dolor durant aquestes separacions.
Embarassada i sovint malalta, Mary Godwin va haver de resignar-se a acceptar la felicitat de Percy Shelley davant el naixement d'un fill amb la seva dona Harriet Shelley, a finals de 1814, així com els seus constants coquetejos amb Claire Clairmont. Es consolava parcialment amb les visites de Hogg, qui al principi li desagradava però aviat va començar a considerar com un amic. Possiblement Percy Shelley va voler que Mary Godwin i Hogg es convertissin en amants; Mary no va descartar la idea, ja que en principi creia en l'amor lliure. Malgrat tot, estimava a Percy Shelley i sembla que no va tenir més que un flirteig amb Hogg. El 22 de febrer de 1815, va donar a llum a una nena dos mesos prematura, que no s'esperava que sobrevisqués. El 6 de març, li va escriure a Hogg:
La pèrdua del seu fill va induir a una depressió aguda a Mary Godwin, que va ser assetjada per les visions del bebè; però va tornar a concebre i s'havia recuperat a l'estiu. Amb un revifament de les finances de Percy Shelley després de la mort del seu avi, Sir Bysshe Shelley, la parella va fer vacances a Torquay i després va llogar una casa de dos pisos. a Bishopsgate, a la vora del Windsor Great Park. Poc se sap sobre aquest període de la vida de Mary Godwin, ja que es perd el seu diari de maig de 1815 a juliol de 1816. A Bishopsgate, Percy va escriure el seu poema Alastor, or The Spirit of Solitude; i el 24 de gener de 1816, Mary va donar a llum un segon fill, William, batejat amb el nom del seu pare i aviat sobrenomenat «Willmouse». En la seva novel·la The Last Man, més tard es va imaginar Windsor com un jardí d'Edèn.

### Llac Ginebra i Frankenstein

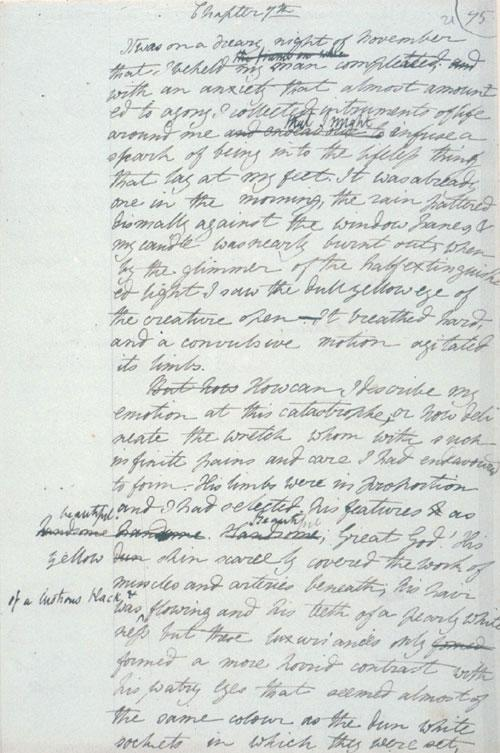
Esborrany de Frankenstein (»It was on a dreary night of November that I beheld my man completed...»)

El maig del 1816, va viatjar al llac Ginebra per estiuejar a prop del llac Léman, amb el famós i polèmic poeta Lord Byron, la recent relació del qual amb Claire l'havia deixat embarassada. El grup va arribar a Ginebra el 14 de maig de 1816, on Mary s'anomenava a ella mateixa «Mrs. Shelley». Byron se'ls va unir el 25 de maig, amb el seu jove metge, John William Polidori, i va llogar la Villa Diodati, a prop del llac Ginebra, al poble de Cologny; Percy Shelley va llogar un edifici més petit anomenat Maison Chapuis al passeig marítim proper. Passaven el seu temps escrivint, navegant al llac i parlant fins ben entrada la nit.
Una tarda, el grup de joves intel·lectuals i poetes, inspirats per les històries de fantasmes, van decidir muntar una competició d'històries fantasmagòriques. Un convidat, John Polidori, va comentar la idea d'El vampir, que més tard es convertiria en una influència per a Bram Stoker i la seva novel·la Dràcula. Altres convidats van idear històries igualment terrorífiques. Aquella nit, Shelley va tenir un malson en el qual va veure «un pàl·lid estudiant de males arts agenollat davant l'ésser que acabava de crear». Es va decidir, llavors, a escriure aquella mateixa nit, iniciant així el que suposava que seria un relat curt i va acabar sent la que esdevindria una de les obres més representatives del romanticisme. Mary va utilitzar diverses fonts, entre d'altres el mite de Prometeu. La influència de John Milton, El paradís perdut, també hi és evident. Més tard, va descriure aquell estiu a Suïssa com el moment «en què vaig sortir de la infància a la vida». La història de l'escriptura de Frankenstein s'ha ficcionat diverses vegades i va constituir la base per a diverses pel·lícules.

## Bath i Marlow

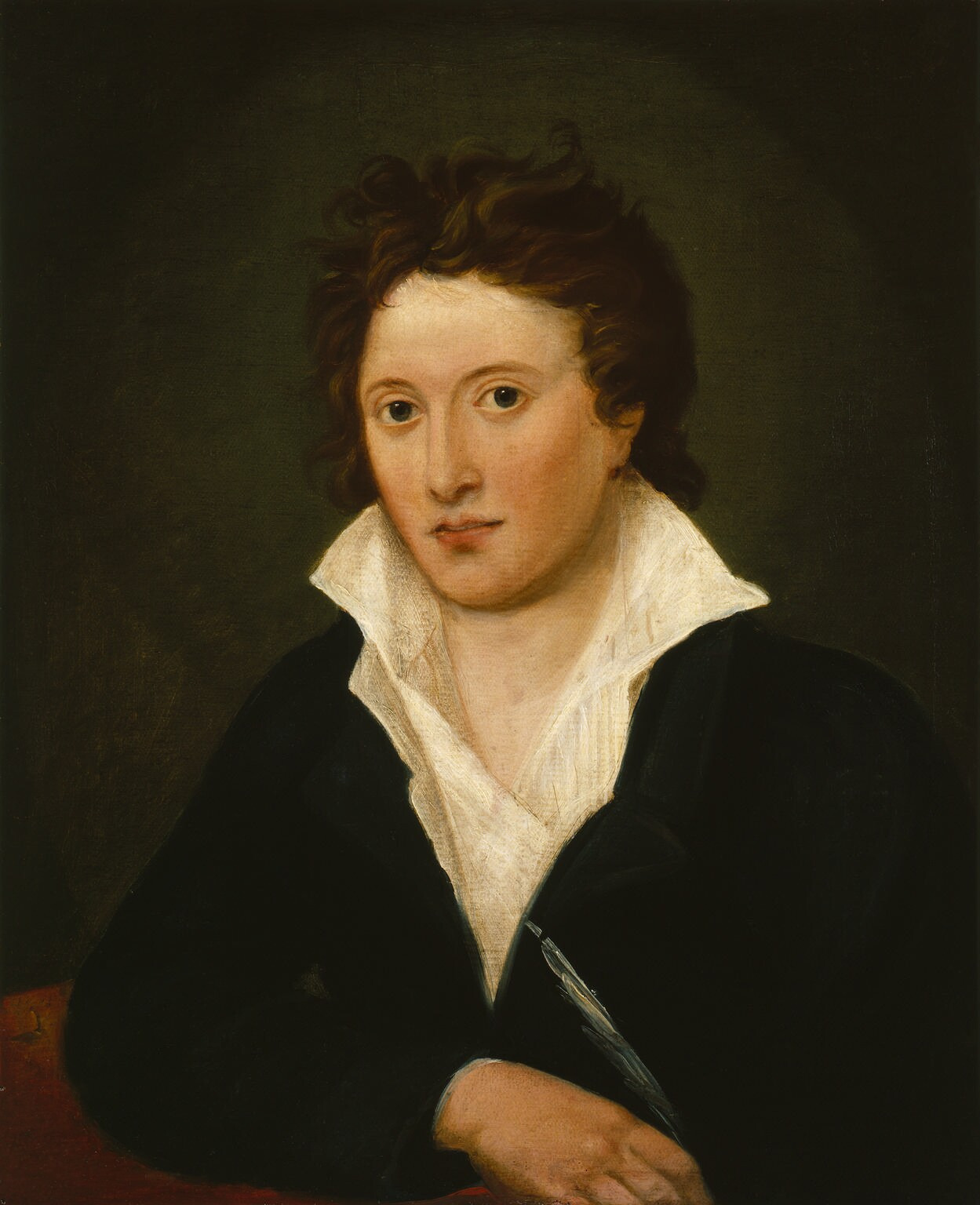
Retrat de Percy Bysshe Shelley per Amelia Curran, 1819.)

Quan van tornar a Anglaterra al setembre, Mary i Percy es van traslladar —amb Claire Clairmont, que es va allotjar a prop— a Bath, Somerset, on esperaven mantenir secret l'embaràs de Claire. A Cologny, Mary Godwin havia rebut dues cartes de la seva germanastra, Fanny Imlay, que feia al·lusió a la seva «vida infeliç»; el 9 d'octubre, Fanny va escriure una «carta alarmant» de Bristol que va enviar a Percy Shelley a córrer a buscar-la, sense èxit. El matí del 10 d'octubre, Fanny Imlay va ser trobada morta en una habitació d'una fonda de Swansea, juntament amb una nota de suïcidi i una ampolla de làudan. El 10 de desembre, la dona de Percy Shelley, Harriet, va ser descoberta ofegada al Serpentine, un llac de Hyde Park, Londres. Ambdós suïcidis van ser ocultats. La família de Harriet va obstruir els esforços de Percy Shelley, totalment recolzats per Mary Godwin, per assumir la custòdia dels seus dos fills per part de Harriet. Els seus advocats li van aconsellar que millorés el cas casant-se; així que ell i Mary, que tornava a estar embarassada, es van casar el 30 de desembre de 1816 a l'església de St Mildred, Bread Street, Londres. El senyor i la senyora Godwin eren presents i el matrimoni va posar fi a la fractura familiar.
Claire Clairmont va donar a llum a una nena el 13 de gener, que primer es deia Alba i més tard Allegra. El març del mateix any, la Court of Chancery va dictaminar Percy Shelley moralment no apte per assumir la custòdia dels seus fills i després els va col·locar en la família d'un clergue. També al març, els Shelley es van traslladar amb Claire i Alba a Albion House a Marlow (Buckinghamshire), un gran edifici humit al riu Tàmesi. Allà, Mary Shelley va donar a llum al seu tercer fill, Clara, el 2 de setembre. A Marlow, entretenien als seus nous amics Marianne i Leigh Hunt, treballaven molt en la seva redacció i sovint discutien de política.
A la primavera de 1817, va acabar Frankenstein, que esdevindria una de les obres més representatives del romanticisme. Mary era vegetariana i defensora dels animals, cosa que repercutiria en la seva obra: per exemple, Frankenstein és vegetarià. No va deixar mai d'escriure i publicar.

### Itàlia

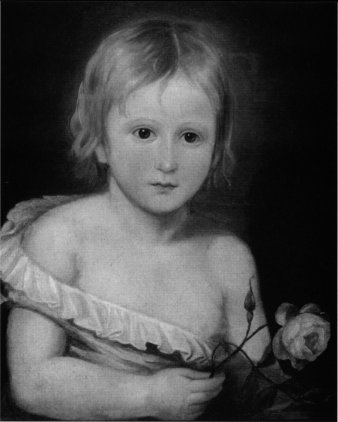
William «Willmouse» Shelley, pintat just abans de la seva mort per malària (retrat per Amelia Curran, 1819)

Una de les primeres tasques del grup en arribar a Itàlia va ser lliurar Alba a Byron, que vivia a Venècia. Havia acceptat criar-la sempre que Claire no tingués res més a veure amb ella. Els Shelley van iniciar llavors una existència itinerant, sense establir-se mai en cap lloc durant molt de temps. Al llarg del camí, van acumular un cercle d'amics i coneguts que sovint es mudaven amb ells. La parella va dedicar el seu temps a escriure, llegir, aprendre, fer turisme i socialitzar. No obstant això, l'aventura italiana es va veure afectada per a Mary Shelley per la mort d'ambdós fills: Clara, el setembre de 1818 a Venècia, i William, el juny de 1819 a Roma. Aquestes pèrdues la van deixar en una profunda depressió que la va aïllar de Percy Shelley,
Per un temps, Mary Shelley només trobava consol en els seus escrits. El naixement del seu quart fill, Percy Florence Shelley, el 12 de novembre de 1819, finalment va aixecar els ànims, encara que va alletar la memòria dels seus fills perduts fins al final de la seva vida.
Itàlia va proporcionar als Shelley, Byron i altres exiliats una llibertat política inabastable a casa seva. Malgrat les seves associacions amb pèrdues personals, Itàlia es va convertir per Mary Shelley en «un país que la memòria pintava com a paradís». Els seus anys italians van ser un moment d'intensa activitat intel·lectual i creativa per a ambdós Shelleys. Mentre Percy componia una sèrie de poemes important, Mary va escriure la novel·la Matilda, la novel·la històrica Valperga, i les obres de teatre Proserpine i Midas. Mary va escriure Valperga per ajudar a alleujar les dificultats econòmiques del seu pare, ja que Percy es va negar a ajudar-lo encara més. També va haver de fer front a l'interès de Percy per altres dones, com Sophia Stacey, Emilia Viviani i Jane Williams. Com que Mary Shelley compartia la seva creença en la no exclusivitat del matrimoni, va formar vincles emocionals propis entre els homes i les dones del seu cercle. Es va aficionar particularment al príncep revolucionari grec Aléxandros Mavrokordatos i a Jane i Edward Williams.
L'estiu de 1822, una embarassada Mary es va traslladar amb Percy, Claire i Edward i Jane Williams a l'aïllada Villa Magni, a la vora del mar, a prop del llogaret de San Terenzo, a la badia de Lerici. Un cop instal·lats, Percy li va donar la mala notícia a Claire que la seva filla Allegra havia mort de tifus en un convent de Bagnacavallo. Mary Shelley estava distreta i descontenta a la reduïda i remota Villa Magni, que va arribar a considerar com una masmorra. El 16 de juny, va patir un avortament, perdent tanta sang que gairebé va morir. En lloc d'esperar un metge, Percy la va asseure en un bany de gel per frenar l'hemorràgia, un acte que el metge li va dir després que li va salvar la vida. Percy però passava més temps amb Jane Williams que amb la seva dona deprimida i afeblida.
La costa oferia a Percy Shelley i Edward Williams l'oportunitat de gaudir del seu «juguet perfecte per a l'estiu», un nou veler. El vaixell havia estat dissenyat per Daniel Roberts i Edward Trelawny, un admirador de Byron que s'havia unit al grup el gener de 1822. L'1 de juliol de 1822, Percy Shelley, Edward Williams, i el capità Daniel Roberts van navegar cap al sud per la costa fins a Liorna. Allí Percy Shelley va discutir amb Byron i Leigh Hunt el llançament d'una revista radical anomenada The Liberal. El 8 de juliol, ell i Edward Williams van emprendre el viatge de tornada a Lerici amb el seu vaixell de divuit anys, Charles Vivian. Mai van arribar a la seva destinació. Una carta va arribar a Villa Magni des de Hunt a Percy Shelley, datada el 8 de juliol, en què deia: «preguem ens escriviu per explicar-nos com heu arribat a casa, perquè diuen que vau passar mal temps després de navegar dilluns i estem ansiosos». «El paper em va caure», va dir Mary més tard a un amic. «Vaig tremolar per tot arreu». Ella i Jane Williams es van precipitar desesperadament a Livorno i després a Pisa amb l'esperança que els seus marits encara estessin vius. Deu dies després de la tempesta, tres cossos es van trobar a la costa prop de Viareggio, a mig camí entre Livorno i Lerici. Trelawny, Byron i Hunt van incinerar el cadàver de Percy Shelley a la platja de Viareggio.

## Retorn a Anglaterra i carrera d'escriptora
Després de la mort del seu marit, Mary Shelley va viure durant un any amb Leigh Hunt i la seva família a Gènova, on sovint veia a Byron i transcrivia els seus poemes. Va decidir viure amb la seva ploma i per al seu fill, però la seva situació econòmica era precària. El 23 de juliol de 1823, va deixar Gènova per anar a Anglaterra i es va quedar amb el seu pare i la seva madrastra a Strand fins que un petit avanç del seu sogre li va permetre allotjar-se a prop. Sir Timothy Shelley al principi havia acceptat donar suport al seu net, Percy Florence, només si el lliuraven a un tutor designat. Mary Shelley va rebutjar aquesta idea a l'instant. En lloc d'això, va aconseguir treure de Sir Timothy una bonificació anual limitada (que va haver de pagar quan Percy Florence va heretar la propietat), però al final dels seus dies es va negar a veure-la en persona i la va tractar només a través d'advocats. Mary Shelley es va dedicar a editar els poemes del seu marit, entre altres esforços literaris, però la preocupació pel seu fill restringia les seves opcions. Sir Timothy va amenaçar amb aturar el subsidi si es publicava alguna biografia del poeta. El 1826, Percy Florence es va convertir en l'hereu legal de la finca de Shelley després de la mort del seu germanastre Charles Shelley, fill del seu pare amb Harriet Shelley. Sir Timothy va augmentar el subsidi de Mary de 100 lliures esterlines a l'any a 250 lliures esterlines, però es va mantenir tan difícil com sempre. Mary Shelley va gaudir de la estimulant societat del cercle de William Godwin, però la pobresa li va impedir socialitzar com desitjava. També es va sentir ostracitzada per aquells que, com Sir Timothy, encara desaprovaven la seva relació amb Percy Bysshe Shelley.
L'estiu de 1824, Mary Shelley es va traslladar a Kentish Town, al nord de Londres, per estar a prop de Jane Williams. Pot ser que, en paraules del seu biògraf Muriel Spark, estigués «una mica enamorada» de Jane. Jane la va desil·lusionar més tard xafardejant que Percy l'havia preferit a Mary, a causa de la insuficiència de Mary com a dona. En aquest moment, Mary Shelley treballava en la seva novel·la The Last Man (1826); i va ajudar una sèrie d'amics que escrivien memòries de Byron i Percy Shelley, els inicis dels seus intents d'immortalitzar el seu marit. També va conèixer l'actor estatunidenc John Howard Payne i l'escriptor estatunidenc Washington Irving, que la van intrigar. Payne es va enamorar d'ella i el 1826 li va demanar que es casés amb ell. Ella es va negar, dient que després de casar-se amb un geni, només es podia casar amb un altre. Payne va acceptar el rebuig i va intentar sense èxit convèncer el seu amic Irving perquè es proposés. Mary Shelley era conscient del pla de Payne, però no és clar el grau de seriositat amb què s'ho va prendre.

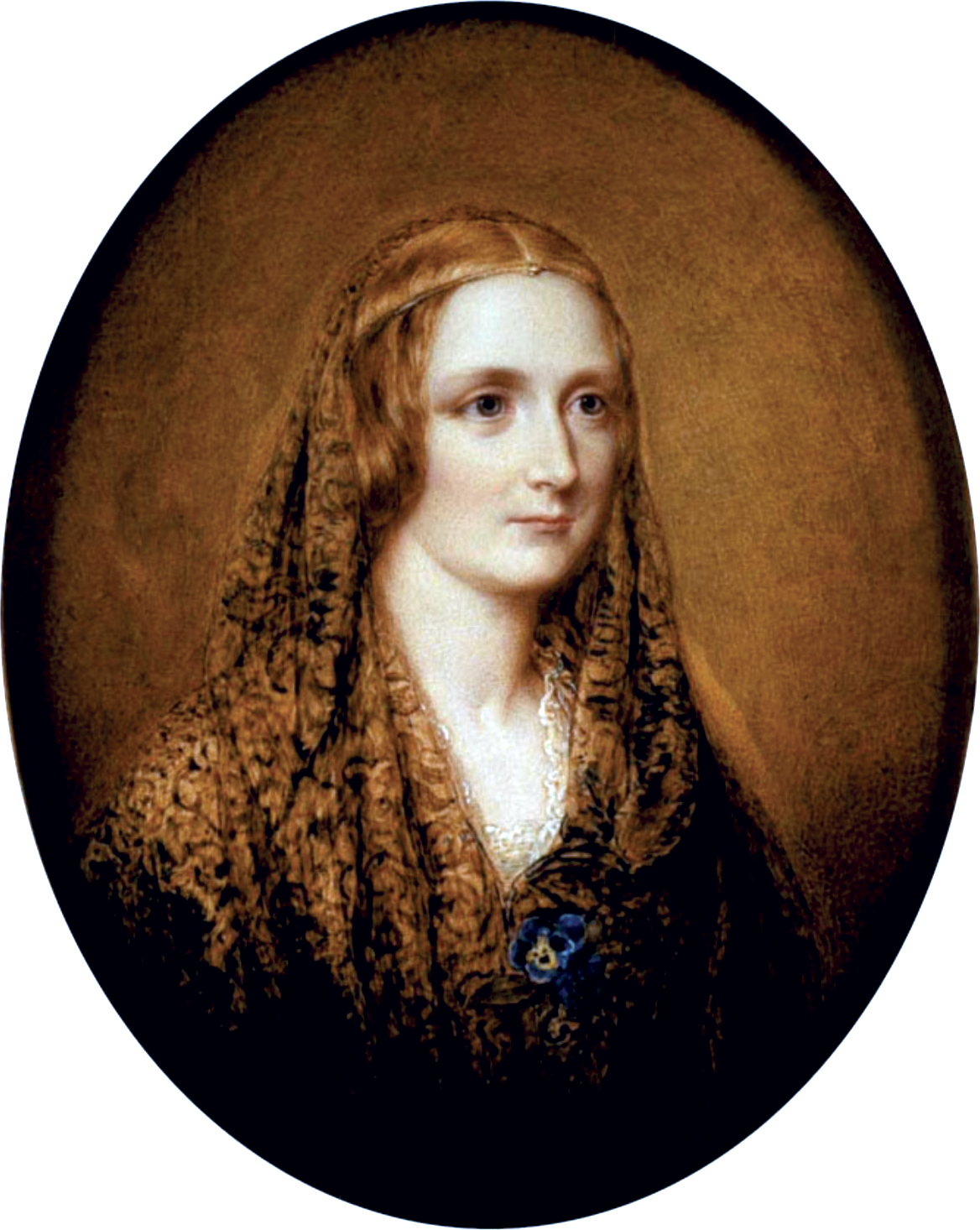
La miniatura de Mary Shelley de Reginald Easton presumptament està extreta de la seva màscara mortuòria (c. 1857).

El 1827, Mary Shelley va participar en un pla que va permetre a la seva amiga Isabel Robinson i a l'amant d'Isabel, Mary Diana Dods, que escrivia amb el nom de David Lyndsay, iniciar una vida juntes a França com a marit i muller. Amb l'ajut de Payne, a qui va mantenir a les fosques sobre els detalls, Mary Shelley va obtenir passaports falsos per a la parella. El 1828, va emmalaltir de verola mentre els visitava a París. Setmanes després es va recuperar, sense cicatrius però sense la seva bellesa juvenil.
Durant el període 1827–40, Mary Shelley va estar ocupada com a editora i escriptora. Va escriure les novel·les The Fortunes of Perkin Warbeck (1830), Lodore (1835) i Falkner (1837). Va contribuir amb cinc volums de Lives of the Most Eminent Literary and Scientific Men dedicats a les vides d'autors italians, espanyols, portuguesos i francesos. També va escriure històries per a revistes de dones. Encara estava ajudant a donar suport al seu pare, i van buscar editorials. El 1830, va vendre els drets d'autor d'una nova edició de Frankenstein per 60 lliures a Henry Colburn i Richard Bentley per la seva nova sèrie de Standard Novels. Després de la mort del seu pare el 1836 a l'edat de vuitanta anys, va començar a reunir les seves cartes i memòries per a la seva publicació, tal com havia demanat al seu testament; però després de dos anys de treball, va abandonar el projecte. Durant aquest període, també va defensar la poesia de Percy Shelley, promovent la seva publicació i citant-la en els seus escrits. El 1837, les obres de Percy eren ben conegudes i admirades cada cop més. L'estiu de 1838 Edward Moxon, l'editor d'Alfred Tennyson i el gendre de Charles Lamb, van proposar la publicació una col·lecció d'obres de Percy Shelley. A Mary se li van pagar 500 lliures per editar els Poetical Works (1838), que Sir Timothy va insistir que no hauria d'incloure una biografia. Tot i això, Mary va trobar una manera d'explicar la història de la vida de Percy: va incloure extenses notes biogràfiques sobre els poemes.
Shelley va continuar practicant els principis feministes de la seva mare ampliant l'ajut a les dones que la societat desaprovava. Per exemple, Shelley va estendre ajuda financera a Mary Diana Dods, una mare i ella mateixa filla il·legítima que sembla que era lesbiana i li va donar la nova identitat de Walter Sholto Douglas, marit de la seva amant Isabel Robinson. Shelley també va ajudar Georgiana Paul, una dona prohibida per pel seu marit per presumpte adulteri. Shelley al seu diari sobre la seva ajuda a aquest últim: «No m'enorgulleixo —no ho dic en veu alta— heus aquí la meva generositat i grandesa mental, ja que realment faig una justícia senzilla i, per tant, continua a ser insultada per ser mundana».

## Darrers anys
El 1840 i el 1842, mare i fill van viatjar junts al continent, viatges que Mary Shelley va recordar a Rambles in Germany and Italy in 1840, 1842 and 1843 (1844). El 1844, Sir Timothy Shelley va morir finalment als noranta anys, «caient com una flor marcida», com va dir Mary. Per primera vegada, ella i el seu fill eren econòmicament independents, tot i que la propietat va resultar ser menys valuosa del que esperaven.

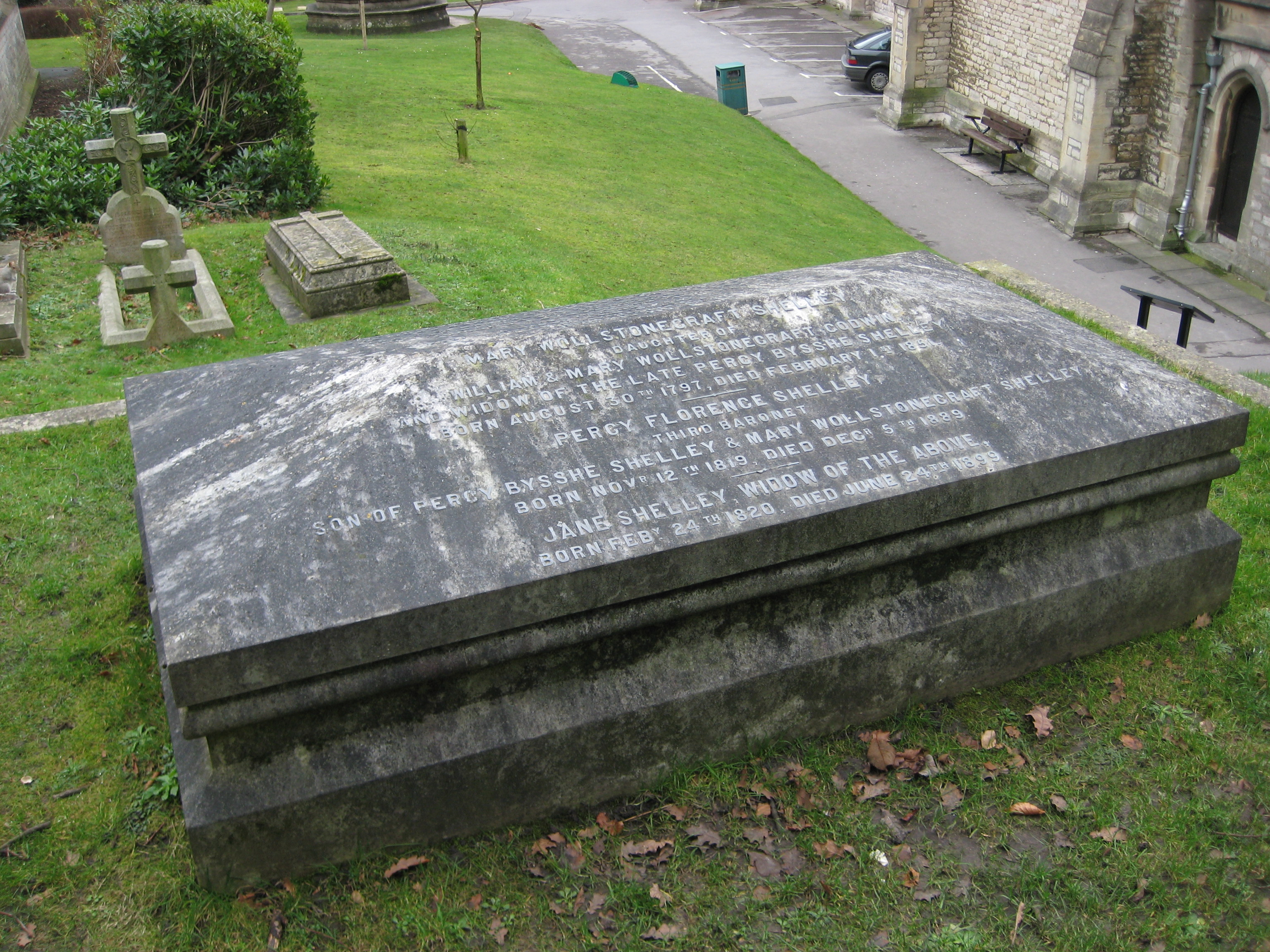
Per tal de complir els desitjos de Mary Shelley, Percy Florence i la seva dona Jane van exhumar els taüts dels pares de Mary Shelley i els van enterrar amb ella a Bournemouth.

A mitjans de la dècada de 1840, Mary Shelley es va veure com l'objectiu de tres xantatgistes independents. El 1845, un exiliat polític italià anomenat Gatteschi, que havia conegut a París, va amenaçar amb publicar cartes que li havia enviat. Un amic del seu fill va subornar un cap de la policia perquè agafés els papers de Gatteschi, incloses les cartes, que després van ser destruïdes. Poc després, Mary Shelley va comprar algunes cartes escrites per ella mateixa i Percy Bysshe Shelley a un home que es feia dir G. Byron i que es feia passar pel fill il·legítim del difunt Lord Byron. També el 1845, el cosí de Percy Bysshe Shelley Thomas Medwin es va apropar a ella afirmant haver escrit una biografia perjudicial de Percy Shelley. Va dir que la suprimiria a canvi de 250 lliures, però Mary Shelley s'hi va negar.
El 1848, Percy Florence es va casar amb Jane Gibson St John. El matrimoni va resultar feliç i Mary Shelley i Jane van tenir bona relació Mary vivia amb el seu fill i la seva nora a Field Place, Sussex, la casa ancestral dels Shelleys i a Chester Square, Londres, i els acompanyava en viatges a l'estranger.
Els darrers anys de Mary Shelley es van veure afectats per la malaltia. Des del 1839, va patir mals de cap i episodis de paràlisi en parts del cos, cosa que de vegades li impedien llegir i escriure. Mary Shelley va morir del que el seu metge sospitava que era un tumor cerebral l'1 de febrer de 1851, a Chester Square, Londres, quan tenia cinquanta-tres anys anys. Segons Jane Shelley, Mary Shelley havia demanat ser enterrada amb la seva mare i el seu pare; però Percy i Jane, jutjant que el cementiri de St Pancras eren «temibles», van optar per enterrar-la als terrenys de l'església de St. Peter a Bournemouth, Dorset, a prop de la seva nova llar a Boscombe. En el primer aniversari de la mort de Mary Shelley, els Shelley van obrir el seu taut. A l'interior van trobar trossos dels cabells dels seus fills morts, una llibreta que havia compartit amb Percy Bysshe Shelley i una còpia del seu poema Adonaïs amb una pàgina plegada al voltant d'un paquet de seda que contenia algunes de les seves cendres i restes del seu cor.

## Obra
Alguns dels seus treballs més representatius són:
- History of a Six Weeks' Tour (1817)
- Frankenstein; or The Modern Prometheus (1818)
- Mathilda (1819)
- Valperga; or, The Life and Adventures of Castruccio, Prince of Lucca (1823)
- The Last Man (1826)
- The Fortunes of Perkin Warbeck (1830)
- Lodore (1835)
- Falkner (1837)
- Contribucions a Lives of the Most Eminent Literary and Scientific Men (1835–39), part de la Lardner's Cabinet Cyclopaedia
- Rambles in Germany and Italy in 1840, 1842, and 1843 (1844)

S'han publicat unes 1.307 cartes de Mary Wollstonecraft Shelley, que van des de setembre de 1814 fins poc abans de la seva mort l'1 de febrer de 1851.

## Traduccions al català
- Mathilda. Traducció de Marta Pera Cucurell. Martorell: Adesiara Editorial, 2024.